# Famille Barbier de La Serre
La famille Barbier de La Serre est une famille subsistante de la noblesse française anoblie par charge de conseiller à la Cour des aides de Bordeaux le 12 avril 1630 et maintenue noble le 19 septembre 1714.
Elle compte parmi ses membres  plusieurs personnalités dans les domaines militaire, religieux et financier.

## Histoire
La famille Barbier de La Serre est issue de Jean Barbier, avocat au Parlement de Paris, marié à Anne Ygon, qui se fixa au début du XVIIe siècle en Agenais où il acquit la terre de la Serre et fut pourvu de la charge de conseiller du roi, lieutenant particulier au siège d'Agen.
Son fils, maître Claude Barbier, sieur de la Serre, marié en 1633 à Françoise de Redon, était avocat au Parlement de Bordeaux quand il fut pourvu le 11 avril 1630 d'un office de conseiller du roi en la Cour des aides de Guyenne à Agen. Il  conserva jusqu'en 1664 cet office qui lui conféra la noblesse au premier degré.

## Personnalités
- Alexis-Joseph Barbier de La Serre (1764-1826), contre-amiral français ;
- Charles Barbier de La Serre (1767-1841), officier d'artillerie, inventeur d'un système d'écriture tactile perfectionné ensuite par Braille ;
- René Barbier de la Serre (1880-1969), prêtre, chanoine, protonotaire apostolique, promoteur du sport scolaire ;
- René Barbier de La Serre (né en 1940), banquier, chef d'entreprise.

## Armes
Les armes de la famille se blasonnent ainsi : D'azur à trois flammes d'or accompagnées en pointe d'une étoile d'argent.

## Pour approfondir